# Times Square

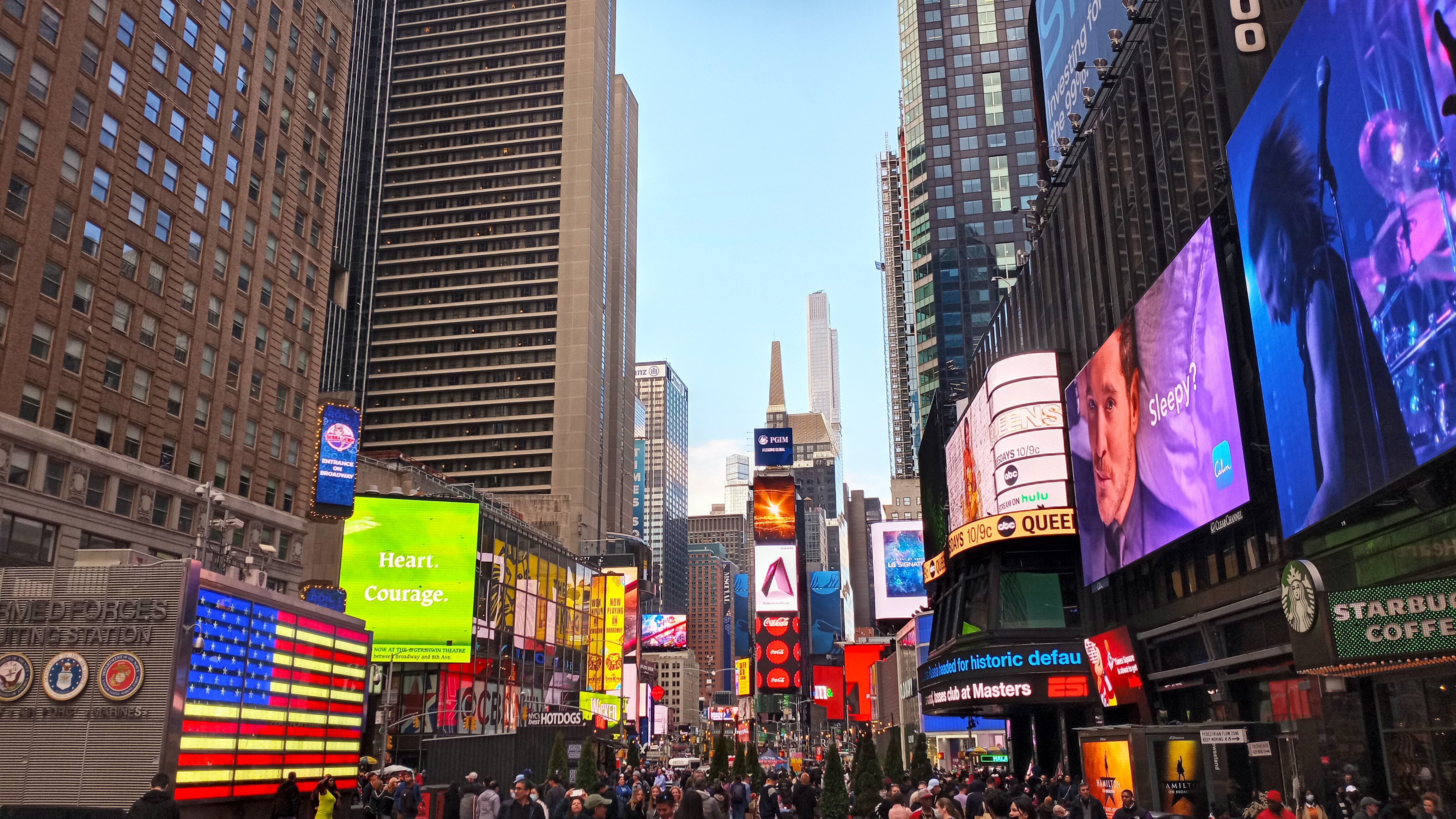
Times Square 2022

Times Square i New York består av kvarteren mellan 6:e och 9:e avenyn och mellan 39:e och 52:a gatan, med centrum kring 42:a gatan och Broadway. Det har fått sitt namn av att New York Times hade sitt huvudkontor här tidigare. Times Square är en av världens folktätaste platser och likaså populäraste.
Den 2 maj 2010 desarmerade New Yorks polis en bilbomb vid Times Square som hade kunnat ställa till med stor förstörelse.

## Nyårsfirande
Vid Times Square samlas årligen omkring en miljon nyårsfirare för att se nyårsbollen falla, vilket markerar början på det nya året.
Den lysande bollen som symboliserar nyårsdagen, släpps en minut före tolvslaget för att falla drygt 100 meter och inleder sekundnedräkningen till nyåret.
Traditionen på Times Square inleddes den 31 december 1907 och torget har stått värd för New Yorks huvudsakliga nyårsfirande sedan dess. 
En ny energieffektiv LED-boll installerades inför 2008 och hundraårsdagen av traditionen. Den är sedan 2009 större och har blivit en permanent installation samt turistattraktion, som även används för firande av dagar som Alla hjärtans dag och Halloween.